# Microdensitometro
Un microdensitometro è un dispositivo ad alta risoluzione per determinare la densità fotografica di una lastra fotografica in funzione della posizione degli elementi.
Una lastra fotografica è transilluminata da un sottile raggio di luce. Il movimento relativo della lastra stessa e del raggio di luce l'una rispetto all'altro si ottiene spostando la piastra su un piano parallelo al raggio di luce o spostando il raggio stesso. Il raggio di luce viene attenuato mentre passa attraverso la piastra a seconda del suo grado di annerimento. Ciò che viene misurato è solo la parte di passaggio della luce.
Al fine di ridurre al minimo le influenze della sorgente luminosa (invecchiamento della lampada, ecc.), i dispositivi di alta qualità utilizzano la tecnica "a due raggi", in cui il raggio di misurazione è impostato in relazione al raggio di riferimento, in quale colpisce il sensore senza essere influenzato.
Tra le altre cose, il microdensitometro viene utilizzato nella digitalizzazione di immagini astronomiche o impronte digitali e nel controllo di qualità del materiale del film o del tessuto.